# ديف ريتشاردسون (لاعب هوكي الجليد)
ديف ريتشاردسون (بالفرنسية: Dave Richardson)‏ (و. 1940  م) هو لاعب هوكي الجليد كندي، ولد في وينيبيغ، مركز لعبه هو جناح ‏.

## روابط خارجية
- ديف ريتشاردسون على موقع دوري الهوكي الوطني (الإنجليزية)
- ديف ريتشاردسون على موقع EliteProspects.com (الإنجليزية)
- ديف ريتشاردسون على موقع HockeyDB.com (الإنجليزية)
- ديف ريتشاردسون على موقع Hockey-Reference.com (الإنجليزية)